# Albispass
L'Albispass è un passo che collega Langnau am Albis a Riedmatt nel Canton Zurigo superando la catena montuosa dell'Albis, che divide longitudinalmente il distretto di Affoltern dal Lago di Zurigo. Scollina a un'altitudine di 791 m s.l.m.